# Џери Стекхаус
Џери Стекхаус (енгл. Jerry Stackhouse; Кинстон, Северна Каролина, 5. новембар 1974) бивши је амерички кошаркаш, а садашњи кошаркашки тренер. Играо је на позицијама бека и крила. Тренутно је главни тренер Вандербилт комодорса.

## Играчки успеси

### Појединачни
- НБА Ол-стар меч (2): 2000, 2001.
- Идеални тим НБА — прва постава (1): 1995/96.

## Тренерски успеси

### Клупски
- Репторси 905:
  - НБА развојна лига (1): 2016/17.

### Појединачни
- Тренер године НБА развојне лиге (1): 2016/17.